# VIP (基幹放送局提供事業者)
株式会社VIP（ブイアイピー、VIP Co.,Ltd.）は、かつてあった移動受信用地上基幹放送の基幹放送局提供事業者である。

## 概要
地上アナログテレビ放送停波後のVHF-Low帯（90-108MHz）を利用するマルチメディア放送i-dioの統括会社であるBIC株式会社（後に株式会社ジャパンマルチメディア放送と改称）の完全子会社として設立された。
VIPは、V-Low Infrastucture Providerの略である。
i-dioは6広域圏と北海道の7放送対象地域でのマルチメディア放送を企図したもので、全地域でVIPが地上基幹放送局を設置して実施するものとされた。
2014年（平成26年）全放送対象地域の特定基地局開設計画が認定された。
2016年（平成28年）に東京局・大阪局・福岡局・名古屋局が開局。
以後2018年（平成30年）に宮城局・広島局、2019年（平成31年）に札幌局と全放送対象地域で7親局と9中継局の計16局が開局した。
また、i-dioが推進する地方公共団体向け災害情報伝達システムV-ALERT対応局も3局まで開局した。
しかし2019年（令和元年）にi-dioは業績不振であることが、エフエム東京のTOKYO SMARTCASTに対する不正な株取引に端を発した粉飾決算により表面化し、VIPも特別損失を計上。
エフエム東京はi-dioの事業継続を断念した。
詳細はエフエム東京#不正会計問題を参照
2020年（令和2年）に放送を終了してV-ALERT業務のみ継続することとなり、終了と同時にV-ALERT非対応の13局を廃止。
対応局も業務終了次第廃止して、2022年（令和4年）中に全局を廃止した。
2023年（令和5年）に解散した。
2024年（令和6年）に東京地方裁判所が特別清算の開始を決定した。負債総額は72億7339万円（令和4年度末時点）。
特別清算は年内に終結した。

## 事業収支
電子公告から抜粋。
| 年度                | 売上高    | 売上総利益 | 営業損失  | 経常損失  | 特別利益 | 特別損失  | 当期純利益 | 出典             |
| ------------------- | --------- | ---------- | --------- | --------- | -------- | --------- | ---------- | ---------------- |
| 平成26年度          | －        | －         | 152,416   | 170,646   | －       | －        | △171,596   | 第2期損益計算書  |
| 平成27年度          | 31,964    | △119,526   | 935,032   | 947,433   | －       | 30,416    | △978,799   | 第3期損益計算書  |
| 平成28年度          | 1,158,525 | △574,650   | 1,141,644 | 1,167,732 | －       | －        | △1,168,682 | 第4期損益計算書  |
| 平成29年度          | 625,390   | △619,575   | 1,078,403 | 1,129,002 | －       | －        | △1,129,952 | 第5期損益計算書  |
| 平成30年度          | 772,302   | △680,035   | 1,179,408 | 1,252,165 | －       | 6,139,902 | △7,393,018 | 第6期損益計算書  |
| 令和元年度          | 666,080   | 69,523     | 16,823    | 238,522   | 43,210   | 837,063   | △1,033,325 | 第7期損益計算書  |
| 令和2年度           | 34,240    | △96,527    | 157,731   | 237,729   | 14,770   | 132,027   | △358,056   | 第8期損益計算書  |
| 令和3年度           | 18,707    | △39,859    | 88,850    | 101,725   | 134,941  | 1,825     | 31,320     | 第9期損益計算書  |
| 令和4年度           | 6,093     | △16,620    | 50,125    | 59,999    | 84,274   | 0         | 24,204     | 第10期損益計算書 |
| 単位は千円、△は損失 |           |            |           |           |          |           |            |                  |

## 沿革
2014年（平成26年）
- 1月16日 - 株式会社VIP設立[15]
  - 資本金20億円、資本準備金20億円
- 7月15日 - 総務省情報流通行政局が6広域圏と北海道の特定基地局開設計画を認定[16]

2016年（平成28年）
- 3月1日 - 東京局・大阪局・福岡局（圏内の他3局含む）開局、関東・甲信越広域圏、近畿広域圏、九州・沖縄広域圏での放送開始[17]
- 7月1日 - 名古屋局開局、東海・北陸広域圏での放送開始[18]
- 7月8日 - 秦野局開局[19]
- 10月14日 - 静岡局開局[20]

2017年（平成29年）
- 2月9日 - 資本準備金を8億4791万4千円に減資[21]
- 3月17日 - 浜松局開局[22]
- 7月10日 - 加古川局開局[23]
- 10月10日 - 東京西局開局[24]

2018年（平成30年）
- 2月1日 - 福岡局の空中線電力を500Wから3kWに増力[25]
- 5月1日 - 宮城局・喜多方局開局、東北広域圏での放送開始[26]
- 6月26日 - 広島局開局、中国・四国広域圏での放送開始[27]
- 12月12日 - 資本金を0円に、資本準備金を5億5千万円に減資[28]

2019年（平成31年、令和元年）
- 1月31日 - ジャパンマルチメディア放送の出資により資本金を5億円に増資[29]
- 4月1日 - 札幌局開局、北海道での放送開始[30]
- 10月12日 - 秦野局が台風19号の影響による回線障害で放送停止、20日復旧[31]
- 12月25日 - ジャパンマルチメディア放送と認定基幹放送事業者6社は2020年3月31日をもってi-dioを終了[32]、但し喜多方市、焼津市、加古川市のV-ALERTは継続[33]と発表

2020年（令和2年）
- 3月31日 - 正午に放送終了[34]
  - 喜多方局、静岡局、加古川局を除く13局を廃止
- 7月31日 - この日までに北海道、関東・甲信越広域圏、中国・四国広域圏、九州・沖縄広域圏の特定基地局開設計画を廃止[35]

2021年（令和3年）
- 2月16日 - 資本金を1千万円に、資本準備金を0円に減資[36]
- 3月 - 静岡局廃止[37]

2022年（令和4年）
- 4月 - 加古川局廃止[38]
- 12月 - 喜多方局廃止[39]

2023年（令和5年）
- 10月6日 - 株主総会で解散を決議[40]

2024年（令和6年）
- 1月30日 - 特別清算開始の決定[41]
- 4月2日 - 特別清算終結[42]
- 5月9日 - 清算結了により登記閉鎖[43]、法人格消滅

## ベリカード
VIPはベリカードを発行していた。
受信した場所にかかわらず本社設備部に報告するものとしていた。